# چاک (قوم مایا)

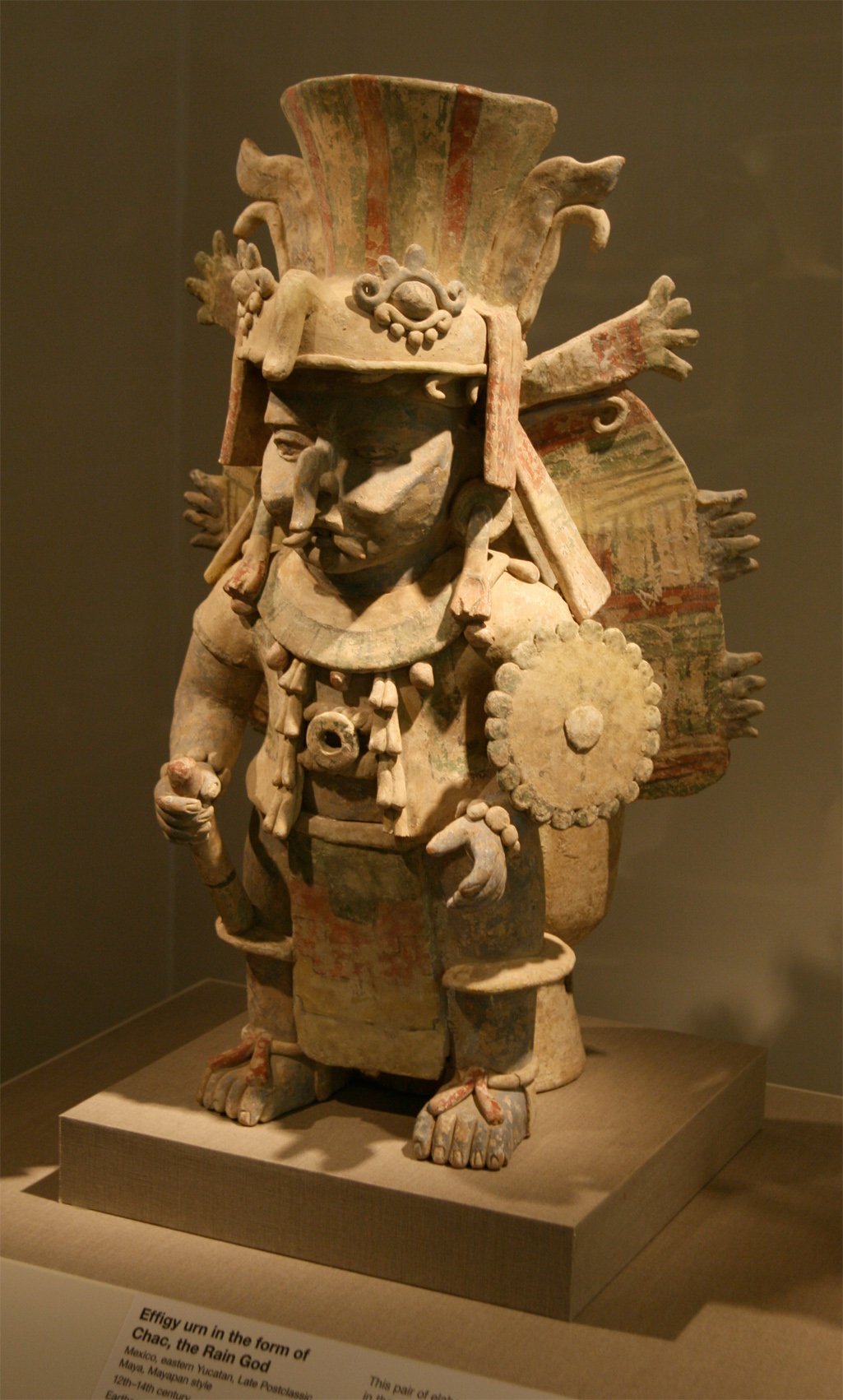
خدای رعد، باران و حاصلخیزی در زمان قوم باستانی مایا

چاک (انگلیسی: Chaac) در زبان کلاسیک مایا و قوم مایا، عنوان خدای باران را دارد، چاک دارای یک تبر آذرخش بود. در افسانه‌ها عنوان شده که با تبر آذرخش به ابرها می‌کوبید تا رعد و به دنبال آن باران تولید کند. همچنین وی را خدای خالق حاصلخیزی و خدای چهار ربع هم می‌دانند. همانند دیگر خدایان و ایزدان مایا، چاک نیز دوگانه و چندگانه است. ۴ چاک مستقر در مسیرهای (جهت‌ها) اصلی هستند و رنگ‌های جهت‌دار بر آنها پوشانده شده. در سده ۱۶ و در یوکوتان، چاک اصلی شرق به نام سرخ‌مرد چاک شناخته می‌شد و سوای این رنگ، تنها سه رنگ دیگر برای خدایان بازمانده (چاک‌های دیگر) وجود داشت.

## نگارخانه

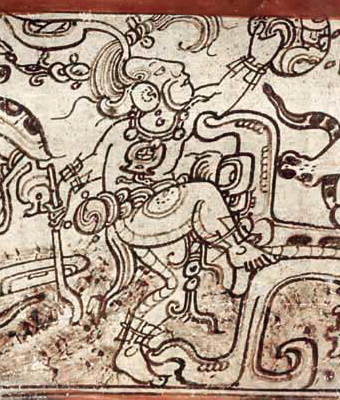